# Union Saint-Bruno
L’Union Saint-Bruno (USB) est un patronage créé en 1890 à Bordeaux (Gironde) sous le nom initial de Patronage Saint-Louis-de-Gonzague puis transformé en maison de quartier et association sportive omnisports à partir de 1987.

## Historique
En 1890 Ferdinand Brustot crée le patronage Saint-Louis-de-Gonzague pour les enfants défavorisés du quartier Mériadeck.  On y pratique la gymnastique, le football et la musique avec une batterie-fanfare. À la même époque, les Frères des écoles chrétiennes de la rue Brizard créent une association sportive des élèves sous le nom de Saint-Joseph de Saint-Bruno — qui devient en 1905, avec l'abbé Desplats, Les  Jeunes de Saint-Bruno — enregistrée à la préfecture le 1er mai 1907 sous le no 322.

Insigne des Jeunes de Saint-Bruno

### La fusion (1932-1939)
En 1932, à l'initiative de l'Abbé Dugert, ces deux associations fusionnent sous le nom d’Union Saint-Bruno avec les statuts du patronage catholique et le responsable du patronage laïque, Marcel Garros, comme président. Jusqu'en 1945 les activités se déroulent rue Joseph de Carayon-Latour tandis que le siège social est rue Brizard où toute l'association se regroupe alors dans les locaux de l'école libre devenus disponibles à l'initiative de l'abbé Jean Marquaux.
Si l'entre-deux guerres n’enregistre pas de changements profonds, l'activité de l'USB n’en est pas moins intense sous la direction de présidents et d'abbés-directeurs dynamiques. La batterie-fanfare anime le quartier alors que l'athlétisme, la gymnastique, le football y assurent l’activité sportive avec 200 à 300 membres adhérents à la Fédération gymnastique et sportive des patronages de France (FGSPF) et les colonies de vacances s'étalent pendant toutes les vacances.

### Jusqu'à Vatican II (1947-1973)
Après la guerre, l'abbé Jean Marquaux étant remplacé par son frère Robert, apparaissent des activités nouvelles comme la natation à la piscine Judaïque et l'USB compte son premier champion fédéral en 1958. Le handball prend son essor, avant d'être à l'origine de la section des Girondins en 1953. Les plus jeunes se retrouvent à Cœurs Vaillants ou à la troupe théâtrale en plein essor grâce à l'abbé Joseph Iriart qui n'hésite pas à renforcer l'équipe de football ou hand, voire courir le 3 000 mètres pour glaner quelques points aux interclubs d'athlétisme.
En 1969 l'USB organise les championnats fédéraux de natation. En application du Concile Vatican II l'abbé Iriart est le dernier directeur en titre. Il quitte la paroisse en 1965 puis les remous qui commencent à agiter le comité départemental n'épargnent pas Saint-Bruno. Bien que l'association régresse dans tous les domaines sauf en natation, le curé de la paroisse, l'abbé André-Marie Cazaux continue d'assurer l'USB de son soutien moral et logistique jusqu'à son décès en 1992. En 1973, après une crise interne il contribue à l'installation d'une nouvelle équipe dynamique derrière Robert Hérard et Jean-Marie Lincheneau.

### L'envol des activités (1973-1987)
De nouvelles activités profitent alors d'une première rénovation des locaux. La gymnastique volontaire partage la salle Brizard avec le judo, puis le karaté et la danse en 1979. Le tennis accueille 800 adeptes sur les courts municipaux alors que le badminton devient la première section de la région puis une des meilleures de France, partageant la salle Chauffour avec le volley-ball. Le tennis de table (1977) et le skate-board (1979) ont leur propre lieu.
Des sections d'autres clubs se rallient massivement : basketball, football, athlétisme, majorettes et banda. L'association comporte alors 2 500 adhérents. La natation est entrée dans l'élite fédérale et le water-polo masculin et féminin atteint le niveau national et parfois la Coupe d'Europe. Avec un unique salarié dont l'emploi est créé en 1981 et quelques emplois-aidés d'animateurs la situation devient très lourde pour les bénévoles qui poursuivent la tradition en faisant face à l'afflux des pratiquants.

## La maison de quartier (depuis 1987)
En 1983 le maire Jacques Chaban-Delmas lance une expérience de maison de quartier à Saint-Augustin afin d'y aider le patronage catholique à rénover ses locaux vétustes et y détacher le personnel indispensable à leur animation. Quatre ans après, une opération identique est proposée à l'USB avec promesse de financer le poste de directeur et de participer à la mise aux normes des locaux de la rue Brizard, moyennant l'engagement de diversifier les activités et développer les sections à connotation culturelle.
À partir de 1987 la Banda des Sans-Soucis, école de musique doublée pendant quelques années par une antenne du Conservatoire et divers ateliers de danse voient le jour avec un succès immédiat. La création d'une halte-garderie ouvre des perspectives autour des loisirs et de l'éducation des jeunes : baby-gym, ludosport, éveil de l'enfant, peinture, dessin, accueil des élèves du primaire après la classe, le mercredi et pendant les vacances.

## L'Association de la rue Brizard
Dès le 2 décembre 1896 la complexité du foncier et des fonds mobilisés nécessitent la création de la Société anonyme immobilière de la rue Brizard. Celle-ci est transformée en 1970 en Association de la rue Brizard à l'initiative de l'abbé André-Marie Cazaux. Liées depuis 1996 par un bail emphytéotique de 25 ans, l’USB et l’Association de la rue Brizard ont pu mener à bien ce lourd projet en convention tripartite avec la ville, pourvoyeuse de fonds.

## Aumôniers-directeurs
Jusqu'à la fusion en 1932 les Jeunes de Saint-Bruno et le patronage Saint-Louis de Gonzague ont chacun leur président tandis que les aumôniers-directeurs sont communs aux deux associations.

### Présidents

#### Saint-Louis de Gonzague
| # | Nom                             | Période   |
| - | ------------------------------- | --------- |
| 1 | Ferdinand Brustot Marcel Garros | 1905-1924 |
| 2 | Marcel Garros                   | 1924-1932 |

#### Jeunes de  Saint-Bruno
| # | Nom              | Période   |
| - | ---------------- | --------- |
| 1 | Monmort          | 1907-1921 |
| 2 | Marcel Fouilloux | 1921-1932 |

#### Union Saint-Bruno
| #  | Nom                     | Période     |
| -- | ----------------------- | ----------- |
| 1  | Marcel Garros           | 1932-1944   |
| 2  | Marcel Fouilloux        | 1944-1954   |
| 3  | Jean-Marie Castrique    | 1954-1960   |
| 4  | Jean Darouzet           | 1960-1963   |
| 5  | Claude Perchicot        | 1963-1968   |
| 6  | Guy Richard             | 1968-1972   |
| 7  | Robert Hérard           | 1972-1999   |
| 8  | Yves Bime               | 1999-2002   |
| 9  | André-Marie Lincheneau  | 2002-2009   |
| 10 | Pierre-Marie Lincheneau | depuis 2009 |

### Aumôniers-directeurs
| #  | Nom                     | Période   |
| -- | ----------------------- | --------- |
| 1  | abbé Antonin Desplat    | 1905-1917 |
| 2  | abbé André Poncabare    | 1917-1927 |
| 3  | abbé André Mansancau    | 1927-1928 |
| 4  | abbé Paul Durgère       | 1927-1933 |
| 5  | abbé Robert Commanay    | 1933-1934 |
| 6  | abbé Cordes             | 1934-1935 |
| 7  | abbé Jean Marquaux      | 1935-1944 |
| 8  | abbé Bosselut           | 1944-1945 |
| 9  | abbé Robert Marquaux    | 1945-1952 |
| 10 | abbé Gilles             | 1952-1954 |
| 11 | abbé Vallet             | 1954-1955 |
| 12 | abbé Joseph Iriart      | 1955-1965 |
| 13 | abbé Francis Dupouy     | 1965-1968 |
| 14 | abbé André-Marie Cazaux | 1968-1992 |

## Les activités
La liste évolue d'année en année et l’USB qui a célébré son centenaire en 2007 propose à ses adhérents, outre son foyer-bar-restaurant :
- des sports individuels (athlétisme, escalade, gymnastique) ;
- des sports de raquette (badminton, tennis, tennis de table) ;
- des sports collectifs (basket), football, handball, volley-ball) ;
- des arts martiaux (aïkido, judo, ju-jitsu, taïso, karaté, kendo, taï-chi-chuan) ;
- des sports aquatiques (natation, water-polo) ;
- des activités d’entretien (acti'sport, échecs, jeux de cartes, éveil et multisports, gymnastique volontaire, randonnée, yoga) ;
- des activités artistiques (école de musique, photographie, arts graphiques, danse, banda, bibliothèque, œnologie) ;
- une halte-garderie associée à des activités physiques maternelles ainsi qu'un club Ados fonctionnant le mercredi et à l'occasion des vacances.